# Mr.フロスティ
Mr.フロスティ（ミスター フロスティ）は任天堂のゲームシリーズ、『星のカービィシリーズ』に登場する架空のキャラクターである。

## 概要
つなぎを着た大きな海豹（アザラシ）。デデデ大王並みに大きい。
星のカービィシリーズの多くの作品で中ボスとして登場。氷を飛ばして攻撃する、突進攻撃、カービィを捕らえてほお張ってから吐き出すといった攻撃を仕掛けてくる。中ボス達の中ではそれほど強くなく、体力も低めに設定されており弱い部類に入る。吸い込んだ時に得られるコピー能力が作品によって違い、「フリーズ」か「アイス」のどちらかである。
『星のカービィ 夢の泉デラックス』からはつなぎのデザインが若干変更された。「ファイア」や「バーニング」に弱い。
『コロコロカービィ』ではサーフィンも出来る。

## 登場作品
（）内はコピーできる能力。
星のカービィ 夢の泉の物語（フリーズ）
この作品でフロスティの基本攻撃パターンが確立された。
カービィのピンボール（ - ）
ステージのギミックの一つとして登場。条件を満たしてから触れると、カービィを捕まえてジャイアントスイングの如く振り回し、プレイヤーのボタン入力と同時に放り投げる。
星のカービィ2（アイス）
この作品のみ例外で、突進攻撃と同時に氷の息を吐いてくる。
カービィのブロックボール（ - ）
中ボスではなくボスとして登場。『ピンボール』と同じくつかみ攻撃を仕掛けてくるが、ボタン入力で放してもらうことはできない。氷を投げてくることは無く、左右に寝転がりながらの体当たりで攻撃する。ボスとして活躍するのは、後にも先にも今作だけである。
星のカービィ スーパーデラックス（アイス）
これ以降、フロスティの突進攻撃に触れると捕まるようになった。また、ジャンプして急降下という攻撃もこの作品とUSDXだけとなっている。
コロコロカービィ（ - ）
通常の敵キャラクターとして登場。レッドスターを持ったままサーフボードで川を上り、カービィにレッドスターを渡すまいと左右に移動して追跡を振り切ろうとする。ゴール近くまで来るとそのまま逃走してしまう。
星のカービィ 夢の泉デラックス（フリーズ）
体のサイズがひとまわり大きくなった。これ以降のフロスティの大きさはこの作品準拠となっている。
星のカービィ 鏡の大迷宮（アイス）
この作品から氷の大きさが大小2種類になった。また、投げ上げられた氷を吸い込むと勢いでそのまま転倒する。この場合、起き上がった直後の攻撃は必ず突進攻撃となる。
タッチ!カービィ（ - ）
サブゲーム「ペイントパニック」のお題の一つとして登場。全ての点を2回に分けてつなげる必要がある。
星のカービィ 参上! ドロッチェ団（アイス）
氷の軌道が大小のサイズごとに固定されている。動きも従来より鈍くなった。
星のカービィ ウルトラスーパーデラックス（アイス）
リメイク版のため、氷のサイズは1種類に逆戻りしている(体の大きさもオリジナル準拠)。オリジナルと比べ、行動パターンが若干変わっており、より攻撃性が増した。
あつめて!カービィ（ - ）
ミニゲーム「カービィマスター」の敵として登場。
星のカービィ (アニメ)
第94話で、ホーリーナイトメア社のカスタマーサービスが魔獣養成学校での魔獣の養成の様子をモニター越しにデデデ大王に紹介している場面があり、そこで養成されている魔獣の一種として登場した。
星のカービィ トリプルデラックス（アイス）

星のカービィ ロボボプラネット
「みんなで！カービィハンターズ」のレベル2の対戦相手として登場。
星のカービィ スターアライズ（アイス）
倒した後フレンズハートを投げつけるとチリーに変化する。
星のカービィ ディスカバリー（アイス）
ビースト軍団の一員となり、ワイルドな衣装を着た「ワイルドフロスト」として登場する。

## 関連キャラクター
チリー
多くの作品に登場している雪だるま。｢アイス｣か｢フリーズ｣をコピーできる。体の周りに冷気を発生させて攻撃してくる。こちらも作品によって得られるコピー能力が違う。『星のカービィ スーパーデラックス』「ウルトラスーパーデラックス」「スターアライズ」ではアイスのヘルパーとして使え、アニメでは魔獣として登場した。
ペンギー
多くの作品に登場しているペンギン。口から冷気を吐いて攻撃してくる。得られるコピー能力は「アイス」。『星のカービィ 夢の泉デラックス』ではイワトビペンギンのような眉毛が付いたデザインにリデザインされた。アニメでは「ペンギー軍団」としてプププランドを襲撃し（魔獣ではない）、自分達の住みやすい世界に変えてしまった。デデデ大王と顔の形が若干（？）似ている事でエスカルゴンに「陛下の親戚の方」と言われてしまった。また、このときは、旧デザインと新デザインのペンギーが共に登場した。
マスターペンギー
『星のカービィ2』に登場したペンギーの亜種。口から冷気を吐いて攻撃してくる。ペンギーと違い、目の周りが白く、嘴が小さい。得られるコピー能力は「アイス」。
アイスドラゴン
同じく氷属性を扱う。『星のカービィ2』のレベル4のボスとして登場する。『星のカービィ3』、『星のカービィ64』ではアド（アドレーヌ）が描いた絵が実体化したものが登場した。「ロボボプラネット」では過去の戦いのデータをもとにホログラフ投影した複製体ホロ・アイスドラゴンが拠点防衛システムとして登場。アニメでも2回、魔獣として登場（2回目はププビレッジの住人がデデデ大王に騙されて作り、ドクター・エスカルゴンが操縦するロボットとして登場した。）
ユキ
『星のカービィ3』で中ボスとして登場する巨大な雪だるま。「アイス」をコピーできる。
スノッピー
『タッチ!カービィ』に登場した、タマネギのような形をした白い敵キャラクター。カービィが近づくと丸まって体当たりしてくることがある。フリーズをコピーできる。
ミスター・スイミー
「スーパーカービィハンターズ」に登場する水属性の亜種。